# Good Timin’: Live at Knebworth England 1980
Good Timin': Live at Knebworth England 1980 ist ein Livealbum der US-amerikanischen Rockgruppe The Beach Boys. Das Konzert wurde 1980 im britischen Fernsehen ausgestrahlt und schließlich im Jahr 2003 als CD und DVD über das hauseigene Musiklabel Brother Records veröffentlicht. Das Album wurde auf Betreiben von Mark Linett und Alan Jardine veröffentlicht, die das Album auch produzierten.

## Live at Knebworth
Der Live-Mitschnitt entstammt einem Konzert im Juni 1980. Es war das letzte große Konzert in England, bei dem alle sechs Bandmitglieder gemeinsam auftraten.
Der Auftritt in Knebworth beinhaltet neben den Klassikern und ihren Hits auch einige Lieder aus ihrem damals aktuellen Album Keepin’ the Summer Alive. Das Album wurde zunächst 2002 in England, danach 2003 in den USA veröffentlicht. Das Album beinhaltet auch eine Version von "Happy Birthday Brian", das die Band für ihn sang, da er am darauffolgenden Tag seinen Geburtstag feierte.
Die Beach Boys wurden bei diesem Konzert von Bobby Figueroa (Schlagzeug), Ed Carter (Gitarre), Joe Chemay (Bass) und Mike Meros (Keyboards) unterstützt.

## Titelliste
1. "Intro" – 0:49
2. "California Girls" (Brian Wilson/Mike Love) – 3:10
3. "Sloop John B" (Trad. Arr. Brian Wilson) – 3:04
4. "Darlin'" (Brian Wilson/Mike Love) – 2:37
5. "School Days" (Chuck Berry) – 3:26
6. "God Only Knows" (Brian Wilson/Tony Asher) – 2:51
7. "Be True To Your School" (Brian Wilson/Mike Love) – 2:27
8. "Do It Again" (Brian Wilson/Mike Love) – 3:08
9. "Little Deuce Coupe" (Brian Wilson/Roger Christian) – 2:14
10. "Cotton Fields"/"Heroes And Villains" (Huddie Ledbetter/Brian Wilson/Van Dyke Parks) – 5:19
11. "Happy Birthday Brian" – 1:25
12. "Keepin' The Summer Alive" (Carl Wilson/Randy Bachman) – 3:42
13. "Lady Lynda" (Al Jardine/Ron Altbach) – 5:01
14. "Surfer Girl" (Brian Wilson) – 2:39
15. "Help Me, Rhonda" (Brian Wilson/Mike Love) – 4:05
16. "Rock And Roll Music" (Chuck Berry) – 2:22
17. "I Get Around" (Brian Wilson/Mike Love) – 2:14
18. "Surfin' USA" (Brian Wilson/Chuck Berry) – 2:54
19. "You Are So Beautiful" (Billy Preston/Fisher/Dennis Wilson*) – 3:13
20. "Good Vibrations" (Brian Wilson/Mike Love) – 6:03
21. "Barbara Ann" (Fred Fassert) – 2:46
22. "Fun, Fun, Fun" (Brian Wilson/Mike Love) – 4:49

Songinformation:
- Seit 1975 sang Dennis Wilson den Titel "You Are So Beautiful" bei Beach-Boys-Konzerten für seine Fans. Billy Preston spielte das unvollendete Stück auf einer Party, bei der auch Wilson zugegen war. Wilson, fasziniert von dem Stück, begann mit Preston an dem Stück zu arbeiten. Wilson beteuerte später, dass sowohl der Übergang als auch der Text des Liedes von ihm stammte[1][2], er dies allerdings als Freundschaftsdienst an Preston ansah und auf eine Nennung in den Credits verzichtete. Bei Live-Auftritten sang Wilson dieses Lied meistens als Tribut an Kalifornien